# Acadèmia Balsells
L'Acadèmia Balsells és un edifici del municipi de Reus (Baix Camp), situat al raval de sant Pere, 47, protegit com a bé cultural d'interès local.

## Descripció
És un edifici cantoner, situat davant de l'antic hospital que havia servit com a escola privada, instal·lada en una casa d'habitació. Hi ha planta baixa, entresol, un pis i una golfa. Presenta dues obertures a cada costat del portal d'entrada, que corresponen als balcons del primer pis. A l'última planta hi ha finestres. El portal, d'arc de mig punt, és de pedra i a l'entrada hi ha dos pinacles a cada costat i adossats a la paret, que donen una nota de sobrietat compositiva i ornamental, adjectius aplicables a tot l'edifici. És un bon exemple de l'arquitectura senyorial i domèstica del segle xviii a Reus. La façana que dona al carrer de Josep Maria Arnavat és molt més senzilla. És tota plana, amb dues portes, nou finestres molt petites i dos balcons petits. El remat de la cornisa és idèntic al que existeix a la façana que dona al raval.
Anteriorment havia allotjat la Cambra de Comerç. Actualment s'ha modernitzat el seu interior convertint els espais en pisos i s'ha construït un tercer pis no gaire visible des del carrer. La façana s'ha respectat. Abans de la reforma de 2007 era una bona mostra de l'arquitectura local.